# Цзинъань (Цзянси)
Цзинъа́нь (кит. упр. 靖安, пиньинь Jìng'ān) — уезд городского округа Ичунь провинции Цзянси (КНР).

## История
Уезд был образован в 937 году, в эпоху Пяти династий и десяти царств, когда правитель царства У объявил себя потомком правителей империи Тан и переименовал своё государство в Тан (вошло в историю как Южная Тан). 
После образования КНР в 1949 году был образован Специальный район Наньчан (南昌专区) и уезд вошёл в его состав. 8 декабря 1958 года власти Специального района Наньчан переехали из города Наньчан в уезд Ичунь, и Специальный район Наньчан был переименован в Специальный район Ичунь (宜春专区).
В 1970 году Специальный район Ичунь был переименован в Округ Ичунь (宜春地区).
Постановлением Госсовета КНР от 22 мая 2000 года округ Ичунь был преобразован в городской округ.

## Административное деление
Уезд делится на 5 посёлков и 6 волостей.